# Roser Fàbregas Vilà
Roser Fàbregas Vilà (Prats de Lluçanès, 8 octubre 1900 - Perpinyà, 1983) Coneguda com Roser Fluvià, fou una dona catalana, establerta al Vallespir, col·laboradora de la Resistència francesa i membre destacada d'una xarxa d'evasió de persones i documents. Detinguda per la Gestapo, fou reclosa al camp de concentració de Ravensbrück, d'on fou alliberada el 1945. Posteriorment fou condecorada pels governs de França, Anglaterra i els EUA.

## Biografia
Nascuda el 1900 a Prats de Lluçanès, al carrer de la Resclosa, 5 (actualment 13) a la casa anomenada Cal Vicens, era filla de Ramon Fàbregas i Teresa Vilà. El 2 desembre 1923, en casar-se amb Josep Fluvià Llorens, de nacionalitat francesa, va adoptar el cognom del marit. El 1924 van tenir el primer fill i el 1931, quan ja s'havien traslladat a Vic, el segon. Més tard, van anar a viure a Barcelona i abans de l'esclat de la Guerra Civil es van instal·lar a Sant Llorenç de Cerdans, el poble natal de Josep Fluvià, a la comarca de l'Alt Vallespir.
Amb la derrota del bàndol republicà, l'exèrcit nacional, després de cruents combats, va ocupar Prats de Lluçanès el 3 de febrer de 1939. La retirada massiva de republicans a França va fer que Roser Fluvià comencés a ajudar els exiliats. Mentrestant, el seu pare Ramon Fàbregas, que s'havia posicionat a favor de la República, va ser empresonat i sotmès a un consell de guerra sumaríssim.
A l'inici de la Segona Guerra Mundial, l'activitat clandestina de Roser Fluvià es va intensificar i va esdevenir membre destacada del Réseau Alibi Maurice, una important xarxa d'evasió que passava persones i documents a través dels Pirineus. El 12 setembre 1943 va ser detinguda per la Gestapo i després de passar gairebé un any a les presons franceses, el juliol de 1944 va ser reclosa al camp de concentració de Ravensbrück, d'on va ser alliberada el 10 d'abril de 1945. Acabada la guerra, va fixar la seva residència a Perpinyà, on va morir el 1983.
A posteriori, va ser condecorada amb l'Ordre Nacional de la Legió d'Honor i altres condecoracions i reconeixements del Govern Britànic i dels EUA.
El 27 gener 2022, Prats de Lluçanès va celebrar una jornada de memòria històrica en record de les víctimes de la repressió i l'Holocaust. Es va fer una lectura i es van netejar les llambordes Stolpersteine davant de les cases dels deportats Melcior Capdevila Roca, Josep Tarradelles Noguera i Francisco Rovira Viñoles i es va acordar dedicar-ne una a Roser Fluvià. El 30 d'abril es va erigir un plafó informatiu davant de la seva l'antiga casa. Més tard, es va inaugurar una exposició sobre el camp de concentració per a dones de Ravensbrück.A finals de 2023 una petita delegació de Prats de Lluçanès la va recordar a Sant Llorenç de Cerdans, la seva vila d'adopció.